# ديه بانون
ديه بانون (بالإنجليزية: Des Bannon)‏ هو لاعب اتحاد الرغبي أسترالي، ولد في 19 أبريل 1923 في Haberfield, New South Wales ‏ في أستراليا، وتوفي في 24 يوليو 2000 في Wamberal, New South Wales ‏ في أستراليا.